# ال ریتو، شهرستان سیبولا، نیومکزیکو
ال ریتو (به انگلیسی: El Rito) یک منطقهٔ مسکونی در ایالات متحده آمریکا است که در نیومکزیکو واقع شده‌است. ال ریتو ۱٬۷۲۳٫۹۷ متر بالاتر از سطح دریا واقع شده‌است.